# 12112 Sprague
12112 Sprague è un asteroide della fascia principale. Scoperto nel 1998, presenta un'orbita caratterizzata da un semiasse maggiore pari a 3,1194782 UA e da un'eccentricità di 0,1380720, inclinata di 22,91178° rispetto all'eclittica.